# George Cholmondeley (3e comte de Cholmondeley)
Pour les articles homonymes, voir George Cholmondeley.
George Cholmondeley, 3e comte de Cholmondeley (2 janvier 1703 - 10 juin 1770) est un pair britannique et un homme politique whig.

## Biographie
Il est le fils de George Cholmondeley (2e comte de Cholmondeley), et Elizabeth van Ruyterburgh (ou Ruttenburg). Il est élu à la Chambre des communes pour East Looe en 1724, poste qu'il occupe jusqu'en 1727, puis représente Windsor entre 1727 et 1733, date à laquelle il succède à son père comme troisième comte de Cholmondeley et entre à la Chambre des lords. Il exerce ses fonctions auprès de son beau-père, Robert Walpole comme Lord de l’amirauté de 1727 à 1729, Lords du Trésor de 1735 à 1736 et Chancelier du duché de Lancastre de 1736 à 1743 (de 1742 à 1743 sous la présidence du comte de Wilmington). De 1743 à 1744, il sert également comme Lord du sceau privé sous Henry Pelham et est Vice-trésorier adjoint de l'Irlande entre 1744 et 1757. En 1736, il est admis au Conseil privé.
Outre sa carrière politique, Lord Cholmondeley est également Lord Lieutenant du Cheshire et du sud du Pays de Galles (moins du Denbighshire) de 1733 à 1760. Il participe également aux efforts de bienfaisance visant à créer un foyer pour enfants trouvés à Londres, dans l'espoir d'atténuer le problème de l'abandon d'enfants. La maison est devenue connue sous le nom de Foundling Hospital et Cholmondeley siège à son conseil en tant que gouverneur fondateur.
Lord Cholmondeley épouse Mary Walpole, fille du premier ministre Robert Walpole, en 1723. Il est décédé en juin 1770, à l'âge de 67 ans. Son fils aîné, George Cholmondeley (vicomte Malpas), est mort avant lui et son titre passe à son petit-fils George Cholmondeley (1er marquis de Cholmondeley), qui est créé marquis de Cholmondeley en 1815.